# Slottet Kukum
Slottet Kukum är ett slott i Albanien byggt på 100-talet f.Kr. Slottet ligger i anslutning till staden Qeparo nära albanska Palermo i regionen Vlora.